# Escherichia coli O104:H4
Escherichia coli O104:H4 es una cepa poco común de la bacteria Escherichia coli. Aunque la mayoría de las cepas son inocuas y viven en los intestinos de los seres humanos y animales saludables, esta cepa produce una potente toxina y puede ocasionar enfermedades graves como el síndrome urémico hemolítico. La combinación de letras y números en el nombre de la bacteria se refiere a los marcadores específicos que se encuentran en su superficie y la distingue de otros tipos de E. coli.
Entre otras fuentes conocidas de la infección figuran el consumo de coles de Bruselas, lechuga, leche y jugo de frutas no pasteurizados. También se puede dar la infección después de nadar o beber agua contaminada por contacto con excrementos animales o aguas residuales. Las bacterias que se encuentran en las deposiciones diarreicas de las personas infectadas pueden transmitirse de un individuo a otro si los hábitos de higiene son inadecuados. 
Esto es particularmente probable entre los niños de corta edad que no están bien adiestrados en el uso del inodoro. Los miembros de la familia y los compañeros de estos niños están sometidos a un alto riesgo de contraer la infección.

## Historia
Antes del brote de Alemania en mayo de 2011, solo ha habido un caso documentado; el de una mujer en Corea en 2005. Existe otra cepa similar, E. coli O104:H21, que fue descubierta en 1982, cuando causó un brote de diarrea sanguinolenta severa. Había infectado carne picada destinada a la producción de hamburguesas que posteriormente fueron consumidas por los afectados.

## Efectos
E. coli O104:H4 causa brotes similares a los de Escherichia coli O157:H7, cepa productora de la toxina Shiga. Esta toxina actúa inhibiendo la síntesis proteica dentro de células blanco por un mecanismo similar al de la toxina del ricino producida por Ricinus communis. Después de entrar a una célula, la proteína funciona como una N-glicosidasa, inactivando varias nucleobases del ARN que comprende el ribosoma, deteniendo de tal modo la síntesis de proteínas. También se denomina STEC (del inglés Shiga-like toxin Escherichia Coli). Estas toxinas son la causa más común de los síntomas gastrointestinales y la diarrea.

## Tratamiento
El organismo suele ser capaz de eliminar una infección de E. coli O104:H4 sin problemas a no ser que se produzca un brote más severo. No deben usarse antibióticos ni fármacos antidiarreicos cómo loperamida para brotes leves.
Para la diarrea se sugiere el consumo de abundante líquido y evitar la deshidratación.